# 蔡公时
蔡公时（1881年5月1日—1928年5月3日），字公时，别号虎痴、公痴、痴公，江西九江人。中華民國外交官員。清末時追隨孫中山参加革命。北伐戰爭時，隨國軍任外交主任，1928年5月3日於濟南被日軍殺害，稱五三慘案。

## 个人简历
1902年，蔡公時与同乡张世膺、徐秀钧在九江创办“慎所染斋”，鼓吹革命，不久被清政府通緝。
1904年，受孙中山资助而赴日本弘文學院求学。盟年，加入中国同盟会，之后回国，参加反清革命。
1908年，與黄兴、潭石屏等在广西钦州发动起义，之后返回江西任教于江西政法学校。
1911年，参加辛亥革命，策動江西獨立，之后任江西省政府交通司长。
1913年，参加湖口二次革命，討伐袁世凯，后被通缉，因而再次逃亡日本入东京帝国大学政治经济科参议。
1916年，在北平创办北平民国大学。 
1917年起，先后任广州护法军政府大元帅府参议、上海工统委员会委员、金陵关监督等职。
1924年，追随孙中山北上與段祺瑞共相國事，在孙中山病重之时，侍奉在侧。之后参加办理孙中山之丧事，是料理孫中山後事的國民黨黨員之一。
1928年春，担任國民革命軍总司令部战地政务委员兼外交处主任。同年4、5月间，蔣中正率北伐军进入山东时，日军以保护侨民为由横加阻挠，蔡公时奉命赴济南与日方交涉。然而，日本军队于5月3日强行进入交涉公署。蔡公時为维护民族正义慷慨陈辞，用日语斥责日本军人之暴行，被日军割去耳鼻舌头、挖去双眼，最终将蔡公時及随从17位外交人员杀害。史称“济南惨案”或“五三慘案”。隨後蔣中正率領北伐軍繞道北上，繼續北伐。

## 纪念活动

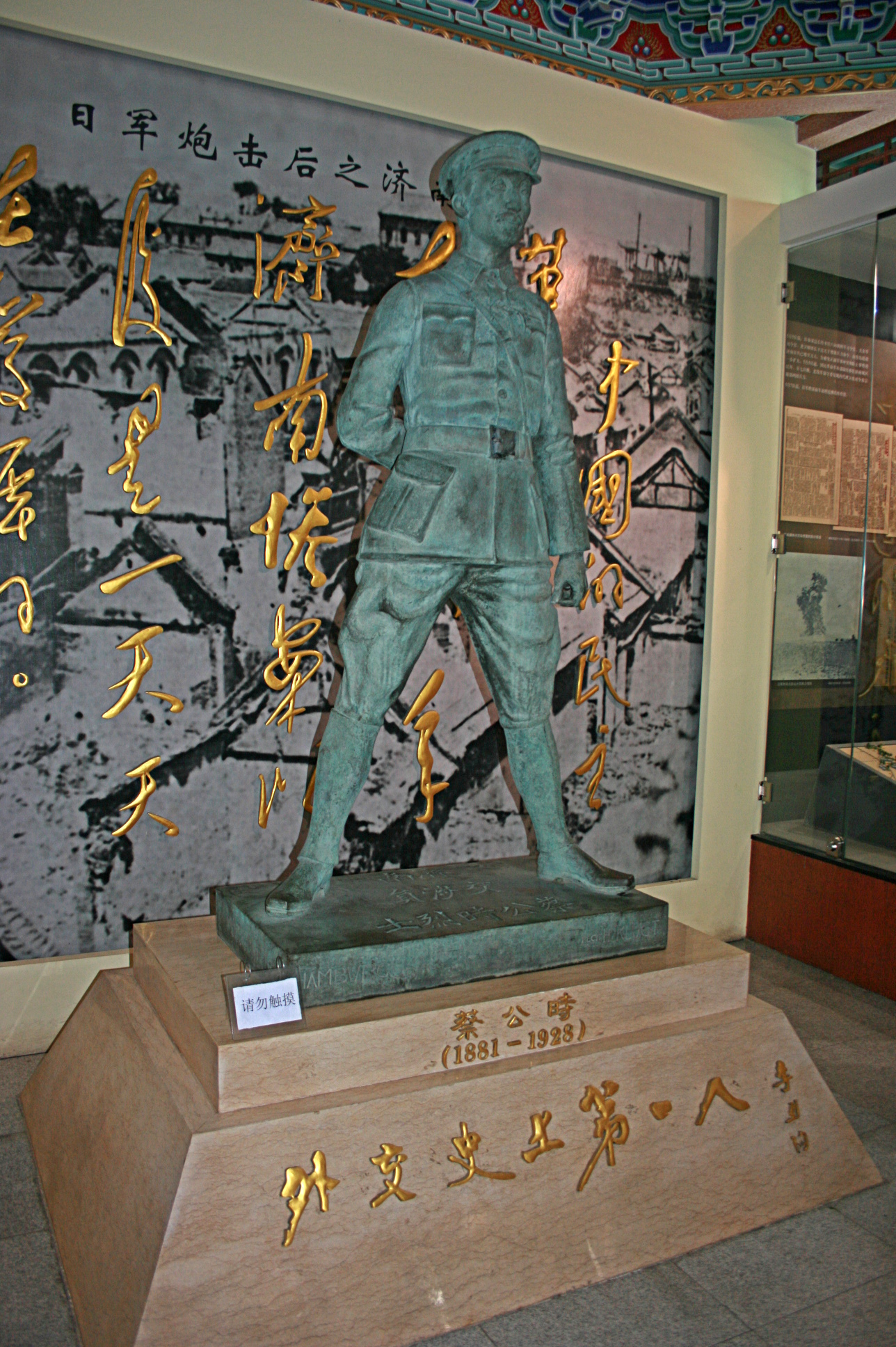
蔡公时铜像

- 1929年，济南将顺城街改为五三街（现已并入趵突泉北路），并立“济南五·三惨案纪念碑”。
- 新加坡孫中山南洋紀念館立有蔡公时铜像。
- 汕頭市澄海區「五三馬路」（今中山南路）
- 上海蔡公時學校
- 济南市政府将原交涉公署旧址定为“济南市重点文物保护单位”，并建“五·三公园”以及“济南惨案纪念碑”
- 1998年5月3日，济南五·三惨案纪念亭揭幕。
- 2006年5月2日，新加坡中華總商會將蔡公時銅像移交中國济南市政府，安放於趵突泉畔。
- 2006年12月7日，交涉公署作为“五三惨案蔡公时殉难地”被山东省人民政府列入第三批山东省文物保护单位名单。

## 家屬
兒子蔡今任在台灣，從事警職直至退休，曾任嘉義縣警察局民雄分局溪口分駐所所長，嘉義縣做過嘉義縣的户政事務所主任。
女兒蔡今明在济南惨案后被蔡公时好友查尔炽收养，后在山东大学从事校医工作。

## 外部連結
- 中華民國史事日誌 （页面存档备份，存于）